# دالوویتسه (ناحیه ملادا بولسلاف)
دالوویتسه (به چکی: Dalovice) یک منطقهٔ مسکونی در جمهوری چک است که در ناحیه ملادا بولسلاو واقع شده‌است.